# Ім'я (фільм, 1988)
«Ім'я» (рос. «Имя») — російський радянський трагікомічний воєнний фільм Бориса Рицарева, один з перших фільмів, які порушували питання штрафних батальйонів.

## Сюжет фільму
У фільмі розповідається історія молодого робітника залізничного депо Єгора Сидорова, який у роки війни пішов на ринок обміняти горілчані талони та хлібні і за спекуляцію потрапив у карантинну зону. Саме в цей час із ешелону, який віз штрафних військових на фронт, втік арештований Анатолій Сидоров. Конвоїри ешелону вирішили замінити втікача на іншого і так збіглося, що в карантинній зоні був інший Сидоров. Протягом усього фільму Єгор намагається вижити в боях, стає героєм і отримує подяку від самого генерала, потім намагається повернутись додому; і весь цей час він намагається усім довести, що він не той Сидоров.

## В ролях
| Актор              | Роль               |
| ------------------ | ------------------ |
| Олег Демидов       | Єгор Сидоров       |
| Валерій Трошин     | молодший лейтенант |
| Валентин Голубенко | старшина Лобов     |
| Марина Устименко   | Віра               |
| Артур Ніщонкін     | начальник ешелону  |
| Сергій Чекан       | капітан Жарков     |
| Тетяна Назарова    | Ніна               |
| Сергій Максачов    | штрафник           |
| Андріс Лієлайс     | штрафник           |
| Костянтин Степанов | штрафник Горілкін  |
| Олександр Новиков  | штрафник           |
| Віталій Яковлєв    | штрафник           |
| Вадим Захарченко   | залізничник        |
| Михайло Бичков     | кашевар            |
| Михайло Розанов    | міліціонер         |
| Максим Пучков      | конвоїр            |

## Знімальна група
- Режисер: Борис Рицарев
- Сценаристи: Геннадій Петров, Аркадій Толбузін
- Оператор: Олександр Китайгородський, Борис Середін, Максим Пучков
- Композитор: Євген Ботяров